# فولس باي (جزيرة ليفينغستون)

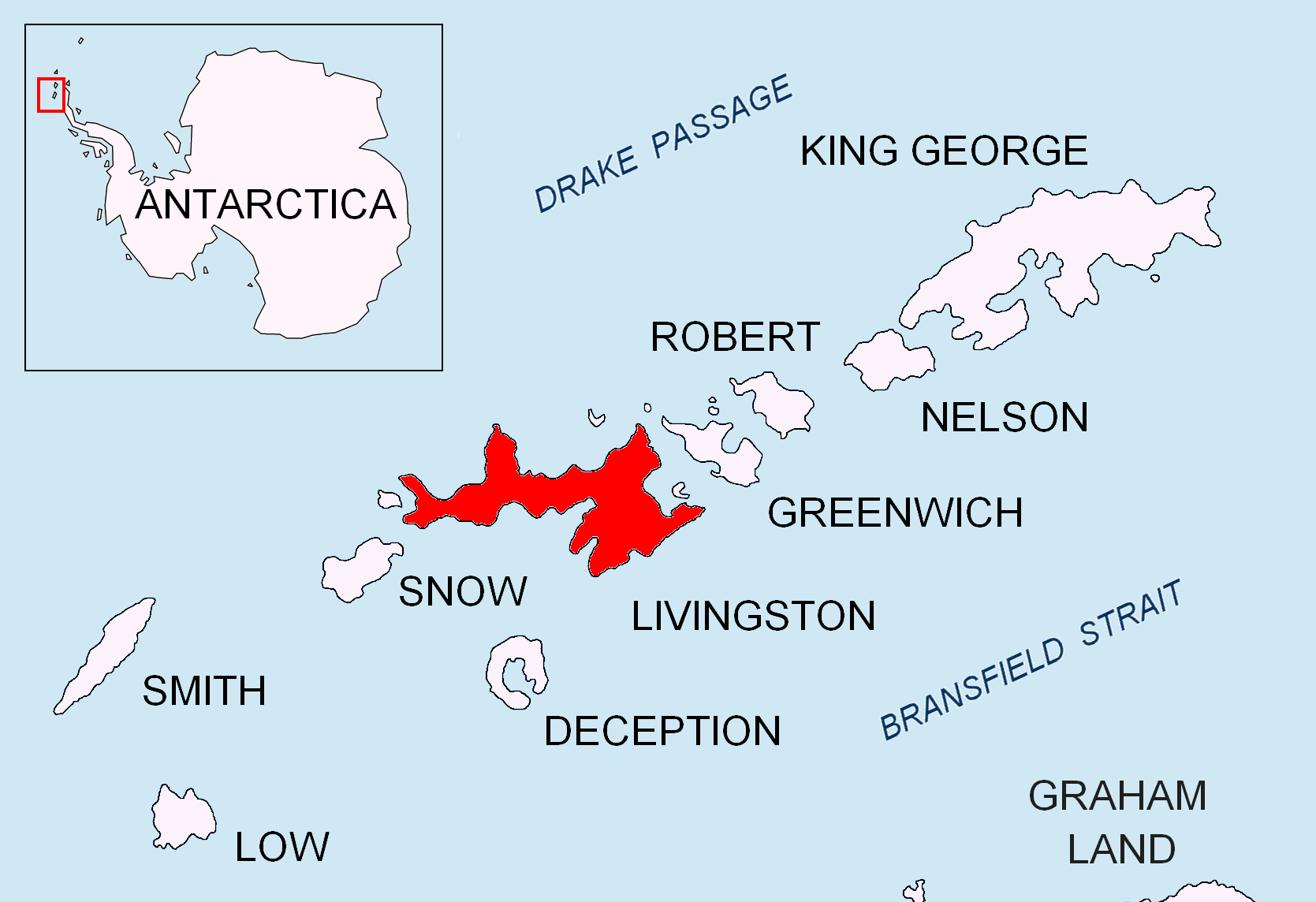
موقع جزيرة ليفينجستون في جزر شيتلاند الجنوبية

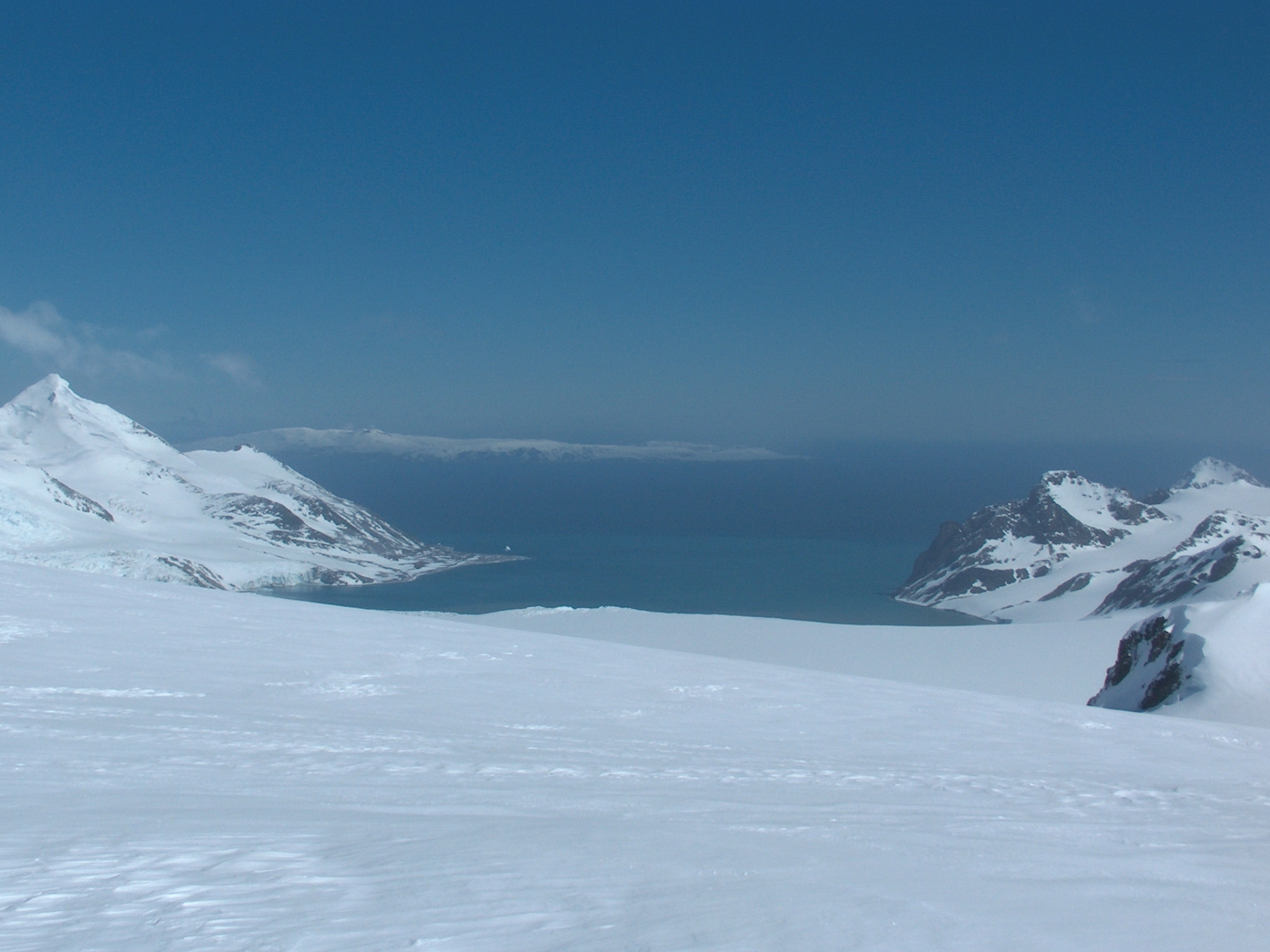
خليج فالس من بوابة Orpheus ، مع جزيرة ديسبشن في الخلفية

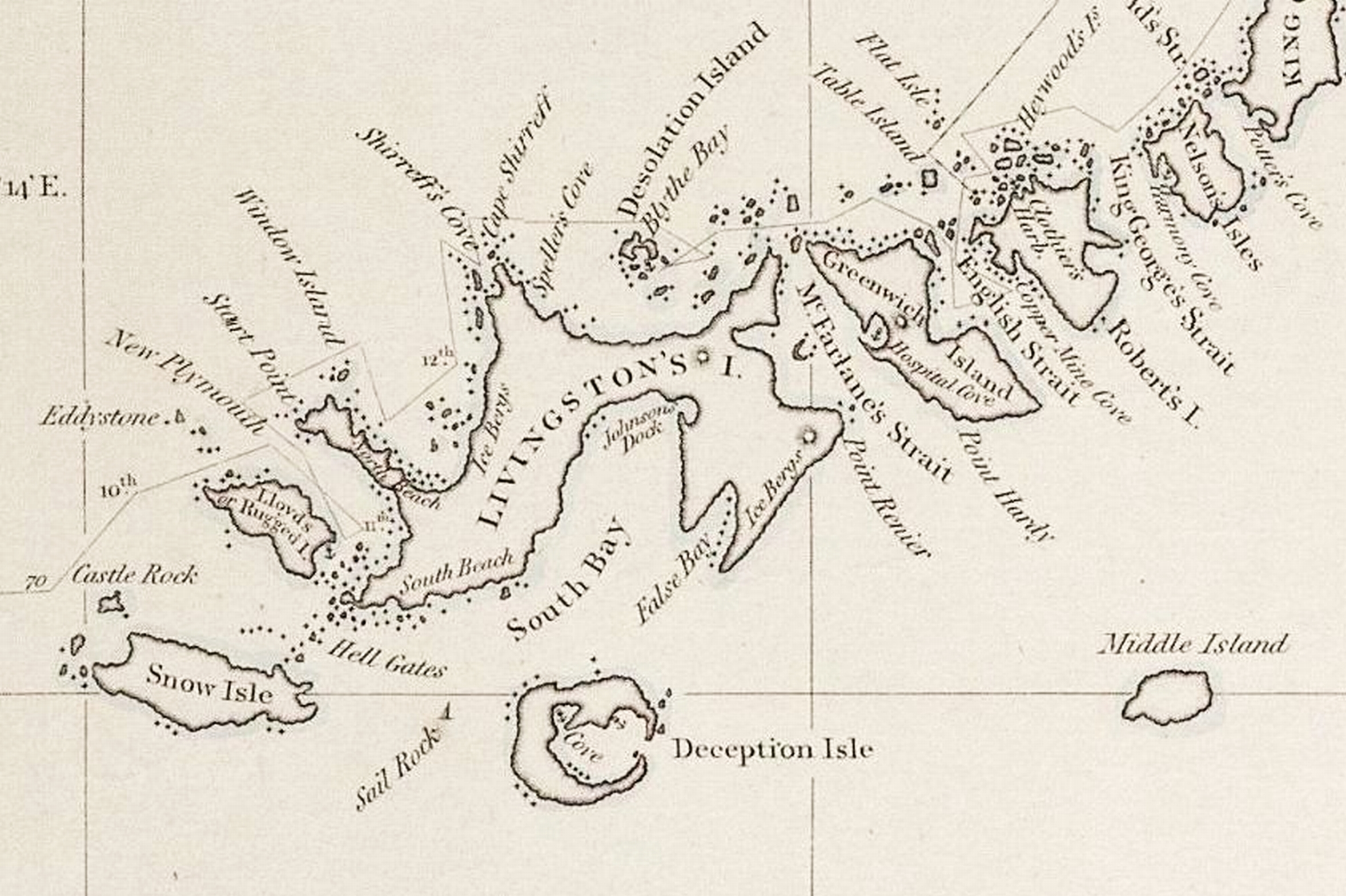
جزء من مخطط جورج باول لعام 1822 لجزر شيتلاند الجنوبية وجزر أوركني الجنوبية في خليج الجنوب

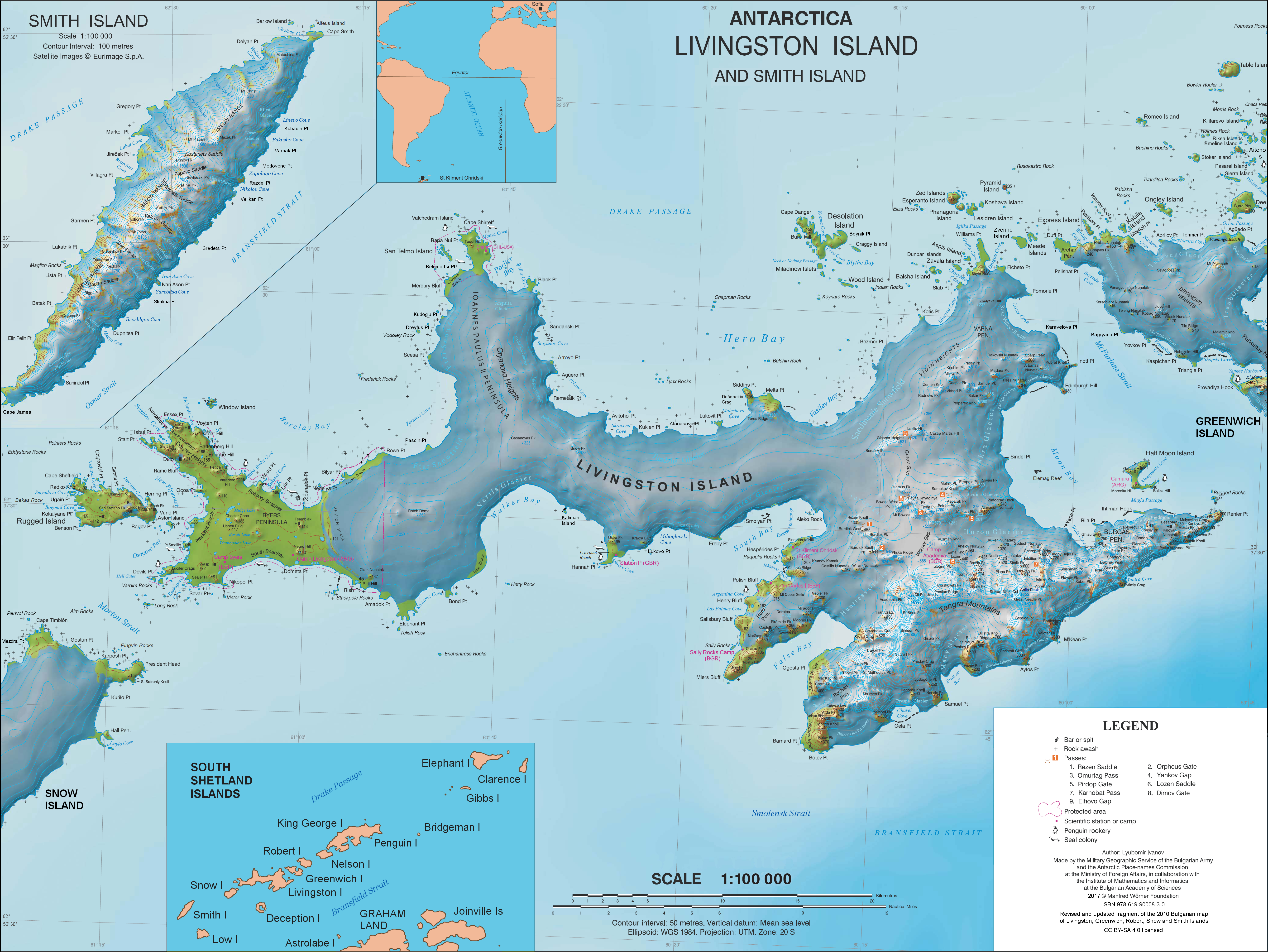
الخريطة الطبوغرافية لجزيرة ليفينغستون

خليج فالس False Bay (62 ° 43′S 60 ° 22′W) هو خليج بطول 4 أميال (6.4 كم)، يقع بين Barnard Point و Miers Bluff على الجانب الجنوبي من جزيرة ليفينغستون، في جزر شيتلاند الجنوبية، القطب المتجمد الجنوبي. تغذي الأنهار الجليدية Hurd Ice Cap و Huntress و Ruen Icefall و Peshtera و Charity الخليج.
ربما تم تصنيفه ورسمه لأول مرة من قبل الكابتن ناثانيال بالمر في نوفمبر 1820، ومن المحتمل أنه قد تمت تسميته بسبب احتمال حدوث ارتباك في صفة الطقس الكثيف بينه وبين الخليج الجنوبي القريب، حيث كان يتردد على حوض سفن جونسون من قبل الروّاد من السيلرز.

## خرائط
- مخطط لجنوب شتلاند بما في ذلك جزيرة التتويج ، & ج. من استكشاف السفينة الشراعية دوف في عامي 1821 و 1822 من قبل قائدها جورج باول. مقياس كاليفورنيا. 1: 200000. لندن: لوري، ١٨٢٢
- جزر شيتلاند الجنوبية. مقياس 1: 200000 خريطة طبوغرافية رقم 5657. DOS 610 - W 62 60. تولورث، المملكة المتحدة، 1968.
- Islas Livingston y Decepción. Mapa topográfico a escala 1: 100000. مدريد: Servicio Geográfico del Ejército ، 1991.
- إل إل إيفانوف. القارة القطبية الجنوبية: جزيرة ليفينغستون وجرينتش وروبرت وسنو وجزر سميث. مقياس 1: 120000 خريطة طبوغرافية. ترويان: مؤسسة مانفريد وورنر ، 2009.
- قاعدة البيانات الرقمية للقطب الجنوبي (ADD). مقياس 1: 250000 خريطة طبوغرافية للقطب المتجمد الجنوبي. اللجنة العلمية لأبحاث القطب الجنوبي (SCAR). منذ عام 1993، يتم ترقيتها وتحديثها بانتظام.
- إل إل إيفانوف. القارة القطبية الجنوبية: جزيرة ليفينغستون وجزيرة سميث. مقياس 1: 100000 خريطة طبوغرافية. مؤسسة مانفريد وورنر، 2017.(ردمك 978-619-90008-3-0)

## أنظر أيضا
- جون نويفا كوف